# Premier Sports
Premier Sports es un grupo de canales de televisión por suscripción especializado en deportes lanzado en 2009, propiedad de SSBL Limited. Este posee los derechos de transmisión exclusivos de LaLiga, Copa del Rey, DFB-Pokal, Copa Italia, la Copa de la Liga de Escocia, Elite Ice Hockey League, NHL y las competiciones de NASCAR para el Reino Unido y la República de Irlanda. Viaplay Sports tiene los derechos compartidos del United Rugby Championship en el Reino Unido y los derechos exclusivos de varios partidos en vivo de la Premier League en la República de Irlanda. También comparten los derechos de la Copa de Escocia con BBC Scotland.
En julio de 2022 se reveló que en 2021 los canales tenían 222,000 suscriptores de pago e ingresos de 26.4 millones de libras esterlinas.

## Historia
Premier Sports fue fundado en 2009 por el empresario irlandés Michael O'Rourke, codirector ejecutivo y copropietario de Setanta Sports y exdirector de Premium Sports. El canal inicialmente se centró en transmitir eventos deportivos que no habían estado disponibles en Gran Bretaña desde el colapso de Setanta Sports GB el 22 de junio de 2009, y que no fueron comprados por las emisoras deportivas rivales ESPN y Sky Sports, pero que estaban disponibles a través de Setanta en Irlanda. La directiva del canal está compuesta por el CEO O'Rourke, el Gerente General Richard Sweeney y el Director de Operaciones Richard Webb.
Premier Sports estaba a cargo de Premier Media Broadcasting, que operaba desde Dublín, Irlanda.
En abril de 2013, Premier Sports y Premier Sports Extra comenzaron a compartir su transmisión satelital con Setanta Sports 1; el arreglo continuó después de que Premier Sports Extra cerrara el 13 de junio de 2013. Solo la marca de Premier Sports aparece en el canal, con la excepción de la cobertura de Setanta de la Premier League, que fue bloqueada en Premier Sports.
En julio de 2022, Viaplay Group anunció la adquisición de Premier Sports y su intención de renombrar los canales bajo su propia marca. Viaplay renombró los canales de Premier Sports como Viaplay Sports el 1 de noviembre de 2022.
Inicialmente, se utilizaron los mismos feeds para el Reino Unido e Irlanda y se utilizó la marca Premier Sports para la cobertura de la Premier League, que  se bloquea en el Reino Unido. El 28 de noviembre, los canales se dividieron y las transmisiones irlandesas volvieron a tener la marca Premier Sports completa.
En noviembre de 2023, se anunció que Premier Sports había comprado Viaplay en el Reino Unido y cambiaría el nombre de los canales a Premier Sports, poco más de un año después de que se convirtieran en canales de Viaplay.

## Disponibilidad
Premier Sports opera en el proveedor de satélite Sky. MSK y MSK Extra se agregaron a Sky el 25 de septiembre de 2009 y se rebautizaron como Premier Sports y Premier Sports Extra el 29 de julio de 2010. El 13 de junio de 2013, Premier Sports Extra cerró con Sky EPG que se cree que se vendió a Muslim World Network, el cual se lanzó el mismo día. Premier Sports Extra solo operó durante un número limitado de horas entre semana cuando Premier Sports lo cerró porque usaban una sola transmisión satelital. Los canales eran en abierto tanto para clientes domésticos como comerciales desde su lanzamiento, pero se convirtieron en canales de pago el 5 de agosto de 2010. El 30 de junio de 2010, la tasa de bits de vídeo aumentó de 2,8 Mbit/s a 4,2 Mbit/s.
Inicialmente, Premier Sports solo estaba disponible en Gran Bretaña, pero empezó a estar disponible en Irlanda del Norte el 3 de noviembre de 2011. Premier Sports Extra siguió estando limitado a Gran Bretaña hasta su cierre.
Durante muchos años, Premier Sports no estuvo disponible en Virgin Media, aunque las negociaciones se llevaron a cabo a principios de 2012. Las conversaciones se rompieron cuando la empresa rechazó la oferta de Virgin Media de distribuir el canal como un complemento independiente debido a que este era satelital, ya que el primero quería incluirse en uno de los paquetes de TV básicos del segundo. El 25 de octubre de 2013, el canal se lanzó en Virgin Media como un canal gratuito, un día antes del inicio de la Copa Mundial de la Liga de Rugby 2013; Se convirtió en un canal por suscripción el 1 de marzo de 2014. Unos meses después, el 22 de agosto de 2014, Premier Sports junto con BoxNation se lanzó en TalkTalk; sin embargo este se eliminó el 9 de agosto de 2016.
En agosto de 2012, Premier Sports lanzó un servicio de streaming ejecutado en conjunto con Ustream. La transmisión de 2 Mbit/s está para todos los eventos y la programación del canal de televisión.
En abril de 2013, Premier Sports lanzó su propio reproductor en línea para reemplazar el servicio Ustream. El servicio está disponible en varias plataformas, incluidas iOS y Android. Además de la transmisión en vivo, el servicio también ofrece una actualización de siete días y contenido bajo demanda opcional durante toda la temporada. Algunos deportes también están disponibles para ver en todo el mundo.
El 30 de abril de 2018, Premier Sports anunció que lanzaría Premier Sports 2 en las plataformas Sky y Virgin después de firmar un contrato con PRO14 Rugby para transmitir todos sus partidos en todo el Reino Unido durante al menos por los próximos tres años. El canal HD pasó a llamarse Premier Sports 1 el 18 de julio y se lanzó en Virgin Media, reemplazando la versión SD, que simultáneamente pasó a llamarse Premier Sports 2. Se adoptaron nuevos logotipos tanto para Premier Sports como para su canal hermano FreeSports.

## Canales subsidiarios
El 31 de agosto de 2017, Premier Sports lanzó su canal hermano FreeSports, un canal en abierto dedicado a transmitir deportes en vivo para el público británico. Está disponible para todas las plataformas principales en 18 millones de hogares del Reino Unido. FreeSports tiene como objetivo transmitir la mayoría de la programación en vivo, con más de 1000 eventos al año durante un promedio de 10 horas por día con numerosos deportes, incluidos artes marciales mitad, Kick boxing, fútbol, hockey sobre hielo, tenis, rugby league, básquetbol, boxeo, y cricket.
Premier Sports Asia se lanzó el 22 de octubre de 2020 como un servicio over-the-top (OTT) para regiones asiáticas seleccionadas. El canal también está disponible como un canal lineal tradicional (con la marca Premier Sports) que reemplaza al canal de televisión RugbyPass para países asiáticos seleccionados desde finales de 2021. Este se hace cargo de algunos de los derechos de transmisión de competencias que anteriormente tenía RugbyPass TV.. A diferencia del canal principal, Premier Sports Asia solo transmite partidos de rugby.